# Cop d'estat a Burkina Faso de 1987
El cop d'estat a Burkina Faso de 1987 va ser un sagnant cop d'estat militar a Burkina Faso que va tenir lloc el 15 d'octubre de 1987. El cop d'estat contrarevolucionari va ser orquestrat pel capità Blaise Compaoré contra el president d'extrema esquerra, el capità Thomas Sankara, antic amic seu i camarada durant la revolta de 1983 a la República de l'Alt Volta.

## Història
Sankara i dotze funcionaris més van ser assassinats en un tiroteig al palau presidencial per un grup terrorista. Immediatament, Compaoré va assumir la presidència, va referir-se al deteriorament de les relacions amb els països veïns com una de les raons del cop d'estat i va declarar que Sankara posava en perill les relacions exteriors amb l'antiga potència colonial francesa i la veïna Costa d'Ivori.
Després del cop d'estat i coneixedors que Sankara havia estat assassinat, els Comitès de Defensa de la Revolució (CDR), creats per Sankara, inspirant-se en els CDR de Cuba, van organitzar una resistència armada enfront de l'exèrcit durant diverses setmanes.
Compaoré va titllar l'assassinat de Sankara d'«accident», malgrat que les circumstàncies de la mort mai no es van arribar a investigar. El cos de Sankara va ser desmembrat i enterrat en una tomba anònima mentre la seva vídua Mariam Sankara i els seus dos fills van haver de fugir del país. L'autòpsia realitzada el 2015 va revelar que el cos de Sankara estava «crivellat» amb «més d'una dotzena» de bales, segons va informar un dels advocats que representava la família.
Compaoré va iniciar una política de «rectificació»: va revertir immediatament les nacionalitzacions, va anul·lar gairebé totes les polítiques progressistes i tercermundistes de Sankara i va demanar finançament «desesperadament necessari» al Fons Monetari Internacional i al Banc Mundial per a restaurar l'economia «desfeta».
Al principi governant en un triumvirat sota el Front Popular amb el major Jean-Baptiste Boukary Lingani i el capità Henri Zongo, el setembre de 1989 Compaoré els va fer arrestar, acusant-los de conspirar per enderrocar el govern, jutjar sumàriament i executar. Compaoré va continuar governant el país fins que va ser destituït arran de l'aixecament burkinès de 2014.
El 6 d'abril de 2022, Compaoré va ser condemnat a cadena perpètua per l'assassinat del president Thomas Sankara i dotze persones més en el marc del cop d'estat contrarevolucionari del 15 d'octubre de 1987 per mitjà del qual va accedir a la presidència de Burkina Faso, juntament amb Gilbert Diendéré, la seva mà dreta militar, i Hyacithe Kafando, al qual es considera el cap del comando que va executar els assassinats, també condemnats a cadena perpètua. Vuit de les altres onze persones acusades van rebre penes d'entre 3 i 20 anys de presó.